# Fenoxazina
Fenoxazina é um composto heterocíclico tricíclico consistindo de um anel de oxazina, rodeado por dois núcleos de benzeno. Há derivados deste composto no papel de tornassol ou na orceína.

## Uso
Derivados da fenoxazina (tais como oxonina e azul Capri) foram utilizados como corantes para seda, mas logo foram abandonados devido à sua resistência muito baixa à luz. Eles são utilizados ataulmente em tecidos de acrílico, onde a sua resistência à luz é maior.